# 东金线轮渡
东金线轮渡，原称春北线、陆北线、陆延线、陆金线轮渡。为中国上海市黄浦江上的一条对江轮渡航线，航线西起黄浦区中山东一路127号金陵东路轮渡站，东至浦东新区东昌路1号东昌路轮渡站。
东金线轮渡原为民渡，由浦西北京路外滩码头至浦东春江码头，名春北线。民国23年（1934年）2月6日，由上海市轮渡管理处运营的市轮渡航线开航，替代民渡运营。1950年4月16日，航线浦东轮渡站移至隆茂栈，航线更名为陆北线，由上海市轮渡公司运营。1956年3月1日，陆北线浦西码头移至天文台码头（延安东路）。同年3月3日，浦东码头移至陆家嘴轮渡站，航线更名为陆延线轮渡。1993年1月1日，因外滩改造，轮渡浦西码头移至中山东一路127号，码头更名为金陵东路轮渡站，航线更名为陆金线轮渡。1999年8月，陆家嘴轮渡站拆除，码头迁至东昌路轮渡站，航线更名为东金线轮渡。2003年9月19日起，航线投入一艘空调渡轮运营。2004年7月28日起，航线空调渡轮增至3艘，与普通渡轮交替发班。目前，东金线实行全线空调渡轮运营。东金线轮渡为浦西外滩至浦东陆家嘴地区的最便捷、直接的交通方式。
1987年12月10日发生的造成多人死伤的陆家嘴轮渡踩踏事故即发生在该航线的陆家嘴轮渡站。

## 历史
东金线轮渡初名春北线，航线原为民渡，由浦西北京路外滩码头至浦东春江码头。民国22年（1933年），上海市轮渡管理处在此地筹建市轮渡航线。民国23年（1934年）2月6日，市轮渡航线正式开航，原有民渡在收到上海市轮渡管理处发放的救济费后即停航。由于春江码头地处陆家嘴尖角，沿岸均为浅滩，须时常进行疏浚，故建浮码头、浮桥连接固定码头与浮码头以利疏浚。

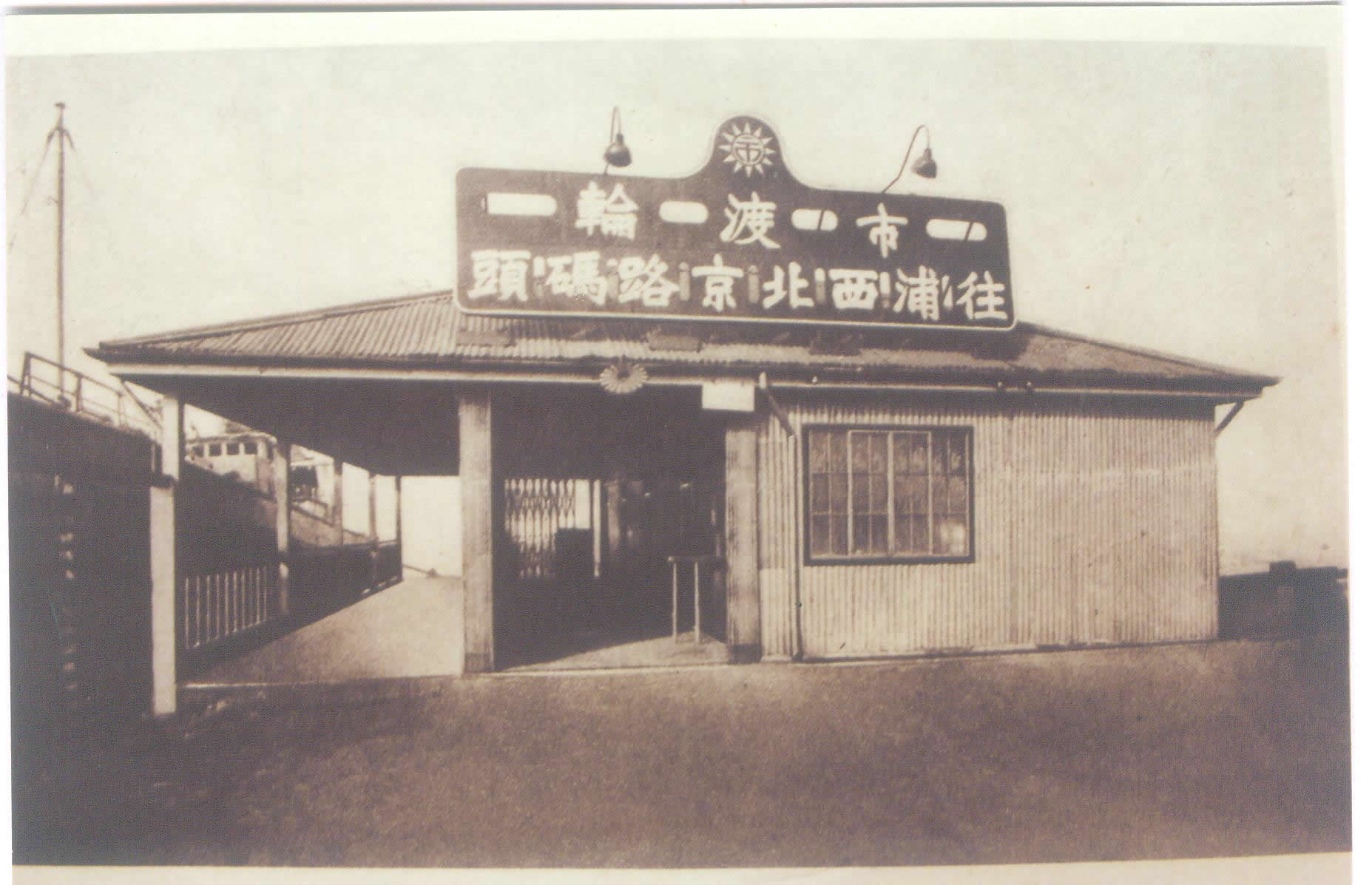
1935年的浦东春江码头

民国26年（1937年）抗日战争爆发，春北线停航。民国34年（1945年）抗日战争胜利，国民政府接收日伪上海市轮渡公司。因春北线码头被侵华日军拖至高桥、庆宁寺做他用，且原码头位置8年未加疏浚，已不宜再建渡口，故航线始终未有复航。
上海战役后，1950年4月16日，上海市轮渡公司恢复该航线运营。浦东轮渡站移至隆茂栈，航线更名为陆北线（北京东路——隆茂栈）。1956年3月1日，陆北线浦西码头移至天文台码头（延安东路）。同时，浦东新辟陆家嘴路（今陆家嘴西路），同年3月3日，浦东码头移至陆家嘴轮渡站，航线更名为陆延线轮渡(延安东路——陆家嘴)。
20世纪60年代中期，航线乘客日益增加，且每逢大潮汛涨潮，轮渡站常遭水淹。因此，市轮渡对延安东路轮渡站进行改建，改建工程于1968年下半年竣工。同时，航线该配备的510客位的市轮渡39号、40号渡轮为当时黄浦江上最好的对江渡轮。
70年代，随着浦东地区开发，市区居民东迁浦东，导致陆延线客流大幅增加，原轮渡设施已经不能满足需要。1976年底，上海市内河航运公司对陆延线轮渡站进行扩建。工程于1977年9月30日建成启用。改建后，轮渡站浦西、浦东岸线分别增至70米、55米。两岸候船室为800平方米、设码头4个、每座码头设置浮桥3座。轮渡站可进行双线对航，为全市第一条可双线对航轮渡。同时，航线配备700、1000客位渡轮各两艘，高峰时可加开1000客位渡轮1至2艘。
1980年代后，航线客流已由1976年时的日平均流量8万人次增至18万人，在高客流下，外加黄浦江大雾，轮渡停航导致的客流积压，最终导致1987年12月10日陆家嘴轮渡事故的发生。
1993年1月1日，因外滩交通综合改造二期工程，轮渡浦西码头移至中山东一路127号，码头更名为金陵东路轮渡站，航线更名为陆金线轮渡。新建的金陵东路轮渡站建筑面积4521平方米，岸线长94.5米。1996年7月28日，轮渡站试行IC卡过江检票。1999年8月，浦东陆家嘴轮渡站拆除，码头迁至东昌路轮渡站，与东东线轮渡（今东复线轮渡）共用一个轮渡站，航线更名为东金线轮渡。2003年9月19日，航线投入一艘空调渡轮运营。2004年7月28日，航线空调渡轮增至3艘，与普通渡轮交替发班。目前，东金线实行全线空调渡轮运营。

## 陆家嘴轮渡事故
1987年12月10日，陆延线轮渡陆家嘴轮渡站因黄浦江持续大雾导致轮渡停航，导致客流大量积压。上午9时，轮渡复航。当轮渡开行复航后的第二班船时，在9时10分左右，码头上的乘客由于上班快要迟到，显得较为急躁，大量行人与自行车涌向渡轮。其中，有一个中年男子连同自行车被前呼后拥的人群挤倒，导致之后接二连三的乘客倒地，结果导致在短短5分钟内酿成17人死亡（一说66人死亡）、2人重伤、70多人轻伤的严重踩踏事故。

## 航线班次
- 金陵东路轮渡站：7：00——22：00

周一至周五: 7:00——18:00（二船航行，12分钟一班） 18:00——22:00（二船航行，15分钟一班）
周六、周日：7:00——12:00（二船航行，15分钟一班） 12:00——19:00（二船航行，12分钟一班） 19:00——22:00（二船航行，15分钟一班）
- 东昌路轮渡站：7：00——22：00

周一至周五: 7:00——18:00（二船航行，12分钟一班） 18:00——22:00（二船航行，15分钟一班）
周六、周日：7:00——12:00（二船航行，15分钟一班） 12:00——19:00（二船航行，12分钟一班） 19:00——22:00（二船航行，15分钟一班）。

## 公交换乘

### 金陵东路轮渡站
| 中山东二路金陵东路 | 中山东二路金陵东路 | 中山东二路金陵东路 | 中山东二路金陵东路   | 中山东二路金陵东路     |
| 编号               | 路线               | 路线               | 路线                 | 备注                   |
| ------------------ | ------------------ | ------------------ | -------------------- | ---------------------- |
| 33                 | 军工路长阳路       | ⇆                  | 中山东二路新开河路   |                        |
| 55                 | 南浦大桥           | ⇆                  | 新江湾城(世界路)     | 早晚高峰期间设有大站车 |
| 65                 | 南浦大桥           | ⇆                  | 北区汽车站(中山北路) |                        |
| 305夜宵线          | 南浦大桥           | ⇆                  | 上海火车站(北广场)   | 65路夜宵车             |
| 317夜宵线          | 平凉路军工路       | ⇆                  | 中山东二路新开河路   | 25-33路夜宵车          |
| 576                | 芦恒路枢纽站       | ⇆                  | 曲阳路玉田路         | 经由南浦大桥过黄浦江   |
| 868                | 中山东二路新开河路 | ⇆                  | 白城路民星路         |                        |

| 延安东路中山东一路/延安东路外滩 | 延安东路中山东一路/延安东路外滩 | 延安东路中山东一路/延安东路外滩 | 延安东路中山东一路/延安东路外滩 | 延安东路中山东一路/延安东路外滩 |
| 编号                            | 路线                            | 路线                            | 路线                            | 备注                            |
| ------------------------------- | ------------------------------- | ------------------------------- | ------------------------------- | ------------------------------- |
| 71                              | 延安东路外滩                    | ⇆                               | 申昆路枢纽站                    |                                 |
| 311夜宵线                       | 延安路中山东一路                | ⇆                               | 双流路天山路                    | 71路夜宵车                      |
| 316夜宵线                       | 延安路中山东一路                | ⇆                               | 虹桥东交通中心                  |                                 |
| 320夜宵线                       | 延安东路中山东一路              | ⇆                               | 虹桥西交通中心                  |                                 |

| 中山东一路广东路 | 中山东一路广东路   | 中山东一路广东路 | 中山东一路广东路   | 中山东一路广东路     |
| 编号             | 路线               | 路线             | 路线               | 备注                 |
| ---------------- | ------------------ | ---------------- | ------------------ | -------------------- |
| 123              | 人民广场           | ⇆                | 巴林路伊敏河路     |                      |
| 135              | 杨树浦路黎平路     | ⇆                | 老西门             |                      |
| 307夜宵线        | 中山东二路新开河路 | ⇆                | 新江湾城(世界路)   | 55路夜宵车           |
| 317夜宵线        | 平凉路军工路       | ⇆                | 中山东二路新开河路 | 25-33路夜宵车        |
| 576              | 芦恒路枢纽站       | ⇆                | 曲阳路玉田路       | 经由南浦大桥过黄浦江 |
| 868              | 中山东二路新开河路 | ⇆                | 白城路民星路       |                      |

| 新北门    | 新北门             | 新北门 | 新北门             | 新北门               |
| 编号      | 路线               | 路线   | 路线               | 备注                 |
| --------- | ------------------ | ------ | ------------------ | -------------------- |
| 11        | 老西门             | ↺      | 老西门             | 双环线               |
| 64        | 南浦大桥           | ⇆      | 中山北路中潭路     |                      |
| 304夜宵线 | 长寿新村           | ⇆      | 老西门             | 11-24路夜宵车        |
| 736       | 老西门             | ⇆      | 罗山新村           | 经由南浦大桥过黄浦江 |
| 805       | 中山东二路新开河路 | ↺      | 中山东二路新开河路 |                      |
| 911       | 新开河路中山东二路 | ⇆      | 航南路航东路       | 原双层巴士1路、945路 |
| 926       | 上海体育馆         | ⇆      | 老西门             |                      |
| 930       | 上海火车站(南广场) | ⇆      | 白渡路中山南路     |                      |

### 东昌路轮渡站
| 东昌路渡口      | 东昌路渡口   | 东昌路渡口 | 东昌路渡口   | 东昌路渡口  |
| 编号            | 路线         | 路线       | 路线         | 备注        |
| --------------- | ------------ | ---------- | ------------ | ----------- |
| 338夜宵线       | 芦恒路枢纽站 | ⇆          | 东昌路渡口   | 576路夜宵车 |
| 339夜宵线       | 东昌路渡口   | ⇆          | 金杨路枣庄路 | 783路夜宵车 |
| 陆家嘴金融城1路 | 东昌路渡口   | ↺          | 东昌路渡口   |             |
| 陆家嘴金融城2路 | 东昌路渡口   | ↺          | 东昌路渡口   |             |
| 浦东62路        | 东昌路渡口   | ⇆          | 金桥路地铁站 | 原993路西段 |
| 沪南线          | 东昌路渡口   | ⇆          | 惠南地铁站   |             |